# باراباتوم
باراباتوم  یک منطقهٔ مسکونی در ارمنستان است که در استان سیونیک واقع شده‌است. در کیلومتری جنوب کاپان، مرکز استان سیونیک واقع شده‌است.